# Quảng An, Quảng Điền
Quảng An là một xã thuộc huyện Quảng Điền, thành phố Huế, Việt Nam.
Xã có diện tích 10,02 km², dân số năm 1999 là 9110 người, mật độ dân số đạt 909 người/km².

## Hành chính
Từ năm 2015 (theo Nghị quyết 09/NQ-HĐND tỉnh), xã Quảng An có 7 thôn:
1. An Xuân Bắc
2. An Xuân Đông
3. An Xuân Tây
4. Đông Xuyên
5. Mỹ Xá
6. Phú Lương B
7. Phước Thanh